# Jürgen Jensen (Ethnologe)
Jürgen Jensen (* 3. Januar 1938 in Berlin; † 6. Juni 2025 in Hamburg) war ein deutscher Ethnologe und Hochschullehrer.

## Leben
Von 1957 bis 1965 studierte Jensen an der FU Berlin. Nach der Promotion 1965 zum Dr. phil. in Berlin war er von 1966 bis 1968 Stipendiat der Deutschen Forschungsgemeinschaft. Von 1968 bis 1979 war er wissenschaftlicher Assistent am Institut für Ethnologie (seinerzeit Seminar für Völkerkunde) in Hamburg. Nach der Habilitation 1978 lehrte er von 1979 bis 2001 als Professor am Institut für Ethnologie in Hamburg.
Seine Forschungsschwerpunkte waren Ethnohistorie, Ethnohistorische Methoden, Kulturwandel, ethnische Prozesse und interethnische Beziehungen, Aspekte von Politikethnologie und Religionsethnologie, Ethnostheorie, Wirtschaftsethnologie, Afrika, insbesondere Ostafrika; Afro-Amerika; Afrikaner in Europa; Ligurien und Italien.

## Schriften (Auswahl)
- Kontinuität und Wandel in der Arbeitsteilung bei den Baganda. Berlin 1967, ISBN 978-3-642-99916-1.
- Verwandtschaftlich-lokale Bindung und regionale Mobilität bei den Bavuma (Uganda). Berlin 1980, ISBN 3-428-04604-8.
- Afrikaner in Europa. Eine Bibliographie. Münster 2002, ISBN 3-8258-6190-2.
- Kirchliche Rituale als Waffen gegen Dämonenwirkerei und Zauberei. Ein Beitrag zu einem Komplex von Schutz- und Abwehrritualen in der Katholischen Kirche des 17. und 18. Jahrhunderts in Italien unter besonderer Berücksichtigung systematisch-ethnologischer Gesichtspunkte. Münster 2007, ISBN 3-8258-9306-5.